# Bartniki (Białoruś)
Bartniki (biał. Бартнікі; ros. Бартники) – wieś na Białorusi, w obwodzie brzeskim, w rejonie baranowickim, w sielsowiecie Wolna.
Dawniej wieś i majątek ziemski. W dwudziestoleciu międzywojennym wieś leżała w Polsce, w województwie nowogródzkim, w powiecie baranowickim.